# Greenwich Island

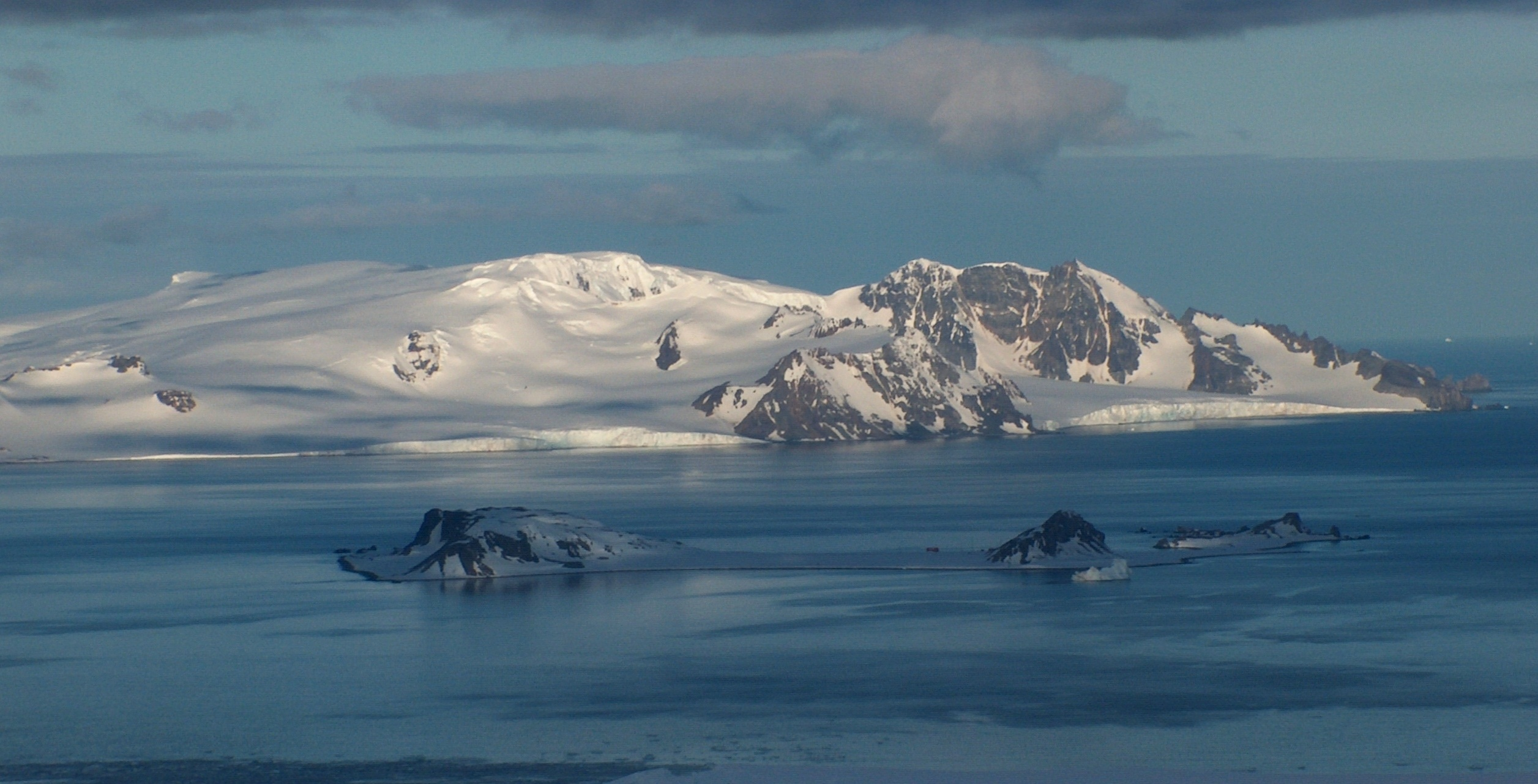
Greenwich Island med Half Moon Island i förgrunden

Greenwich Island (tidigare även kallad Sartorius Island eller Berezina Island) är en ö i ögruppen Sydshetlandsöarna i Antarktis. Namnet Greenwich Island har använts åtminstone sedan 1821, och är nu det etablerade internationella namnet på ön. 
Den chilenska basen Arturo Prat och den ecuadorianska basen Pedro Vicente Maldonado ligger på öns nordöstra respektive norra kust. 